# Aceite penetrante

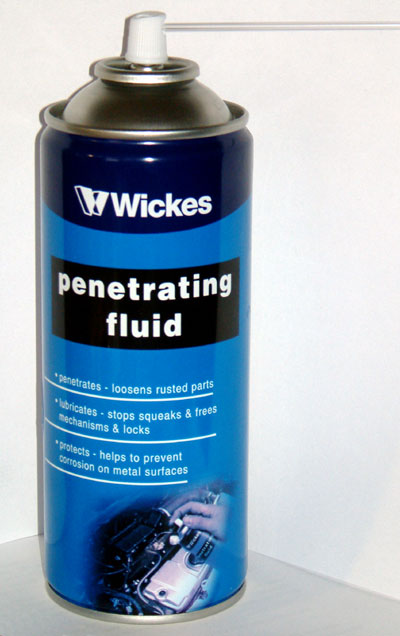
Lata de 400 ml de aceite penetrante.

El aceite penetrante o aflojatodo es un aceite de muy baja viscosidad. Puede ser usado para liberar piezas mecánicas oxidadas como tuercas y tornillos. También como un lubricante de aplicación general o para limpiar y prevenir la corrosión.
Otros usos habituales son el de eliminar goma de mascar, aplicación sobre instrumentos musicales de cuerda, para eliminar la humedad de sistemas eléctricos de encendido y muchas tareas de jardinería.
Algunas de las marcas más conocidas de este producto son:, WD-40, Rost off, Unilease, GT85 y Kroil.